# Bösenlustnau
Bösenlustnau ist ein Weiler der Gemeinde Wört im Ostalbkreis in Baden-Württemberg.

## Beschreibung
Der Ort liegt nördlich über dem Tal der Rotach und schließt direkt an die Bebauung von Wört an.
Im Untergrund liegt Stubensandstein (Löwenstein-Formation). Naturräumlich gehört der Ort zum Unterraum Dinkelsbühler Hügelland im Dinkelsbühler und Feuchtwanger Hügelland des Mittelfränkischen Beckens.

## Geschichte
Die erste Erwähnung des Ortes geht auf das Jahr 1352 zurück. Bis ins 16. Jahrhundert kommt nur der Ortsname „Lustnau“ vor, was vermutlich von dem Personennamen „Lusto“ abgeleitet wurde.
Im 14. Jahrhundert waren Bürger aus Dinkelsbühl und Rothenburg begütert. Später beanspruchten Stift Ellwangen, Spital Dinkelsbühl und Kloster Mönchsroth (seit der Reformation Oettingen) die hohe Obrigkeit und das ius reformandi über ihre Untertanen. 1663 gelangte der Ellwanger Besitz durch Tausch an Dinkelsbühl. 1803/06 kam der Ort an das Königreich Bayern, 1810 an Württemberg.

## Persönlichkeiten
- Georg Pfäfflin (1908–1972), evangelischer Dekan und Pfarrer der Evangelischen Landeskirche in Württemberg